# Bogatić (Valjevo)
Bogatić (Valjevo) (em cirílico: Богатић) é uma vila da Sérvia localizada no município de Valjevo, pertencente ao distrito de Kolubara. A sua população era de 113 habitantes segundo o censo de 2011.

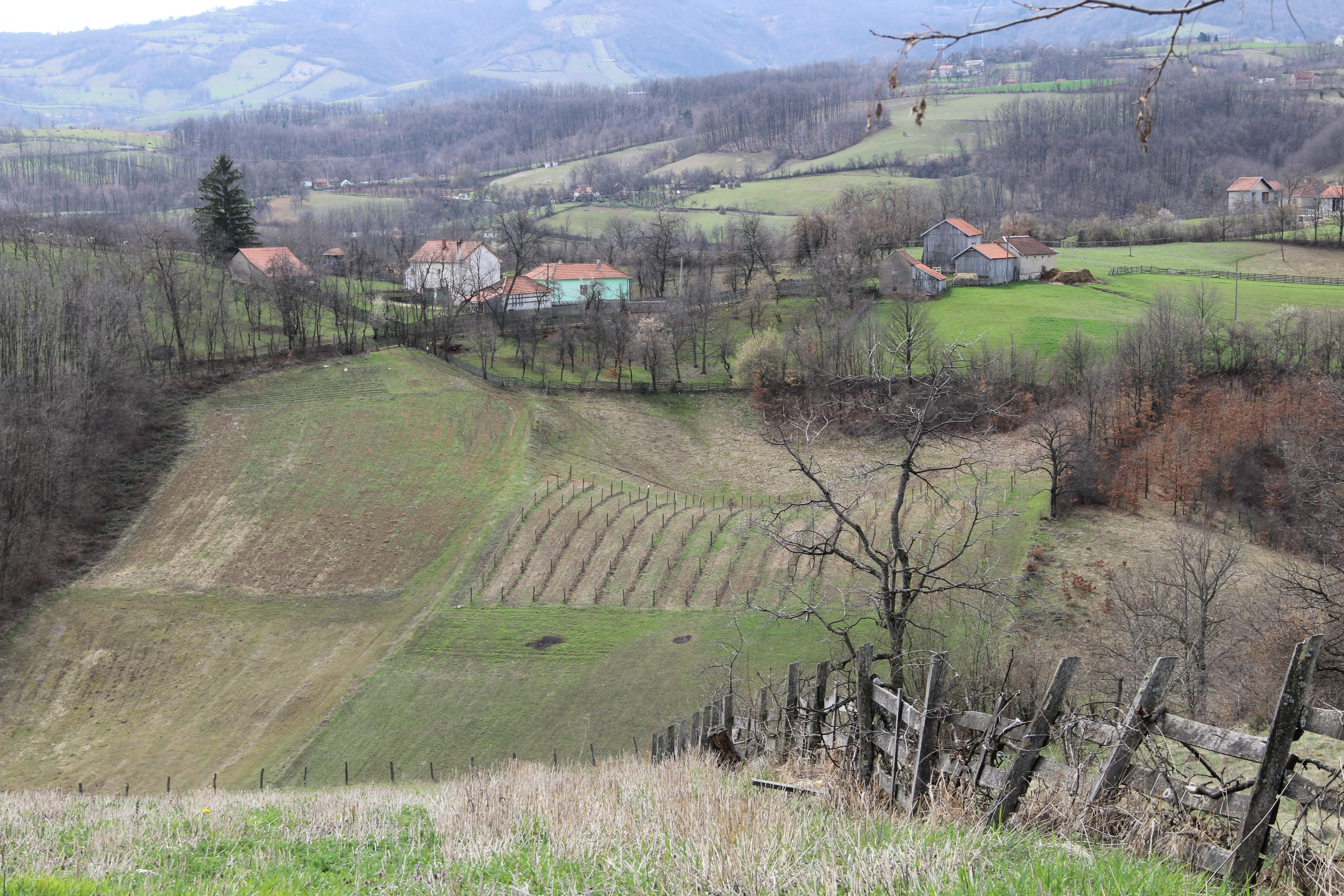
Bogatić - Panorama
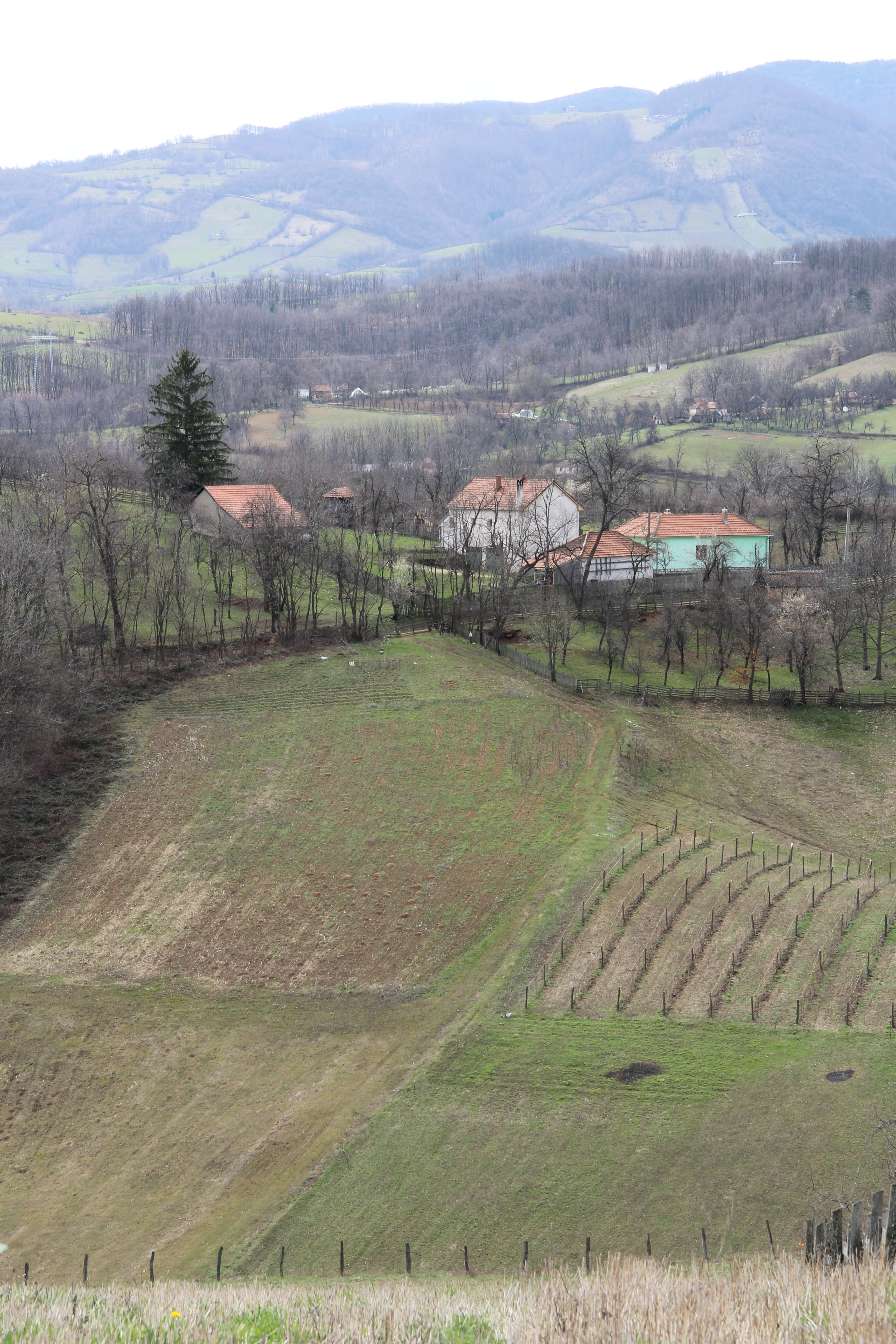
Bogatić - Panorama
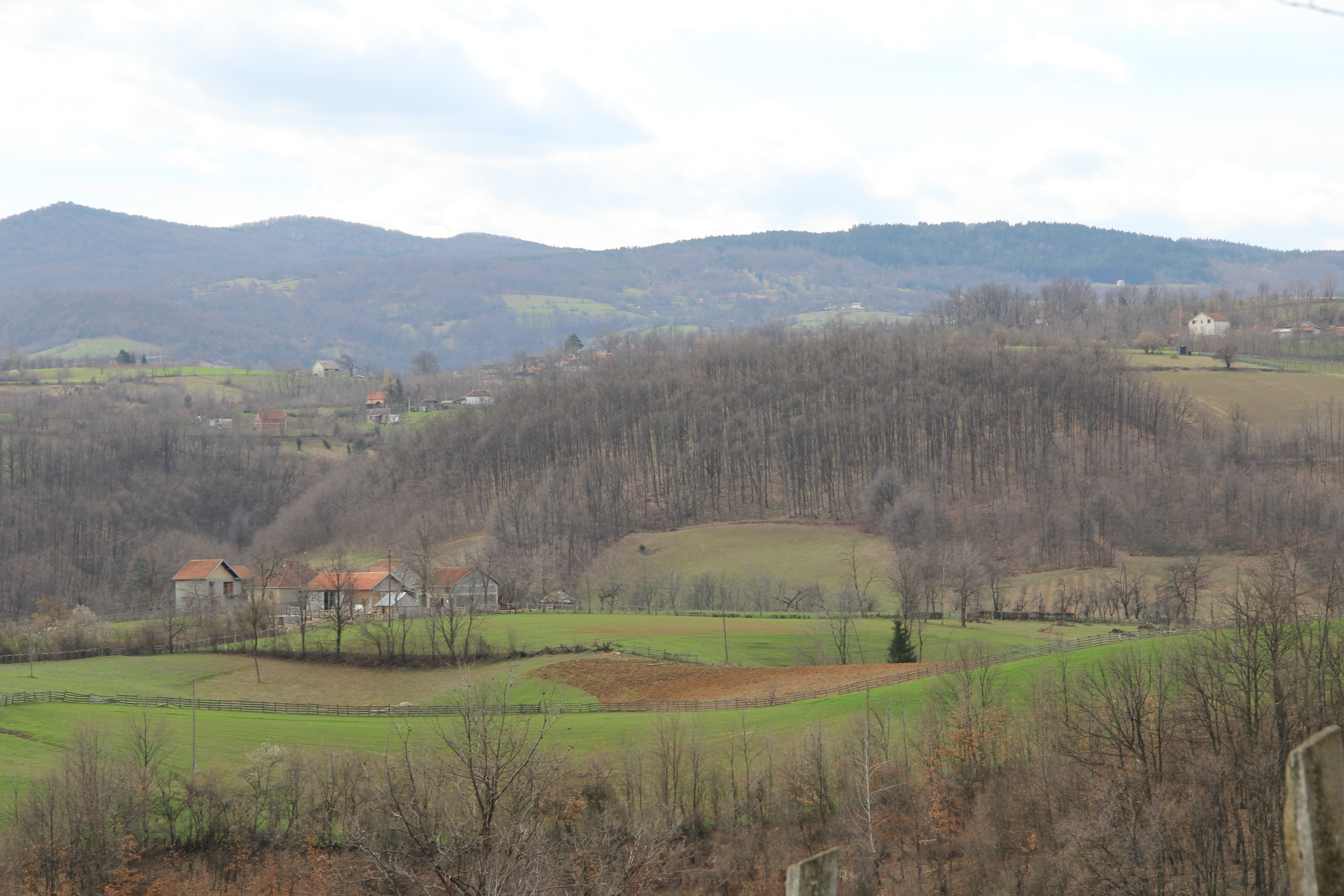
Bogatić - Panorama
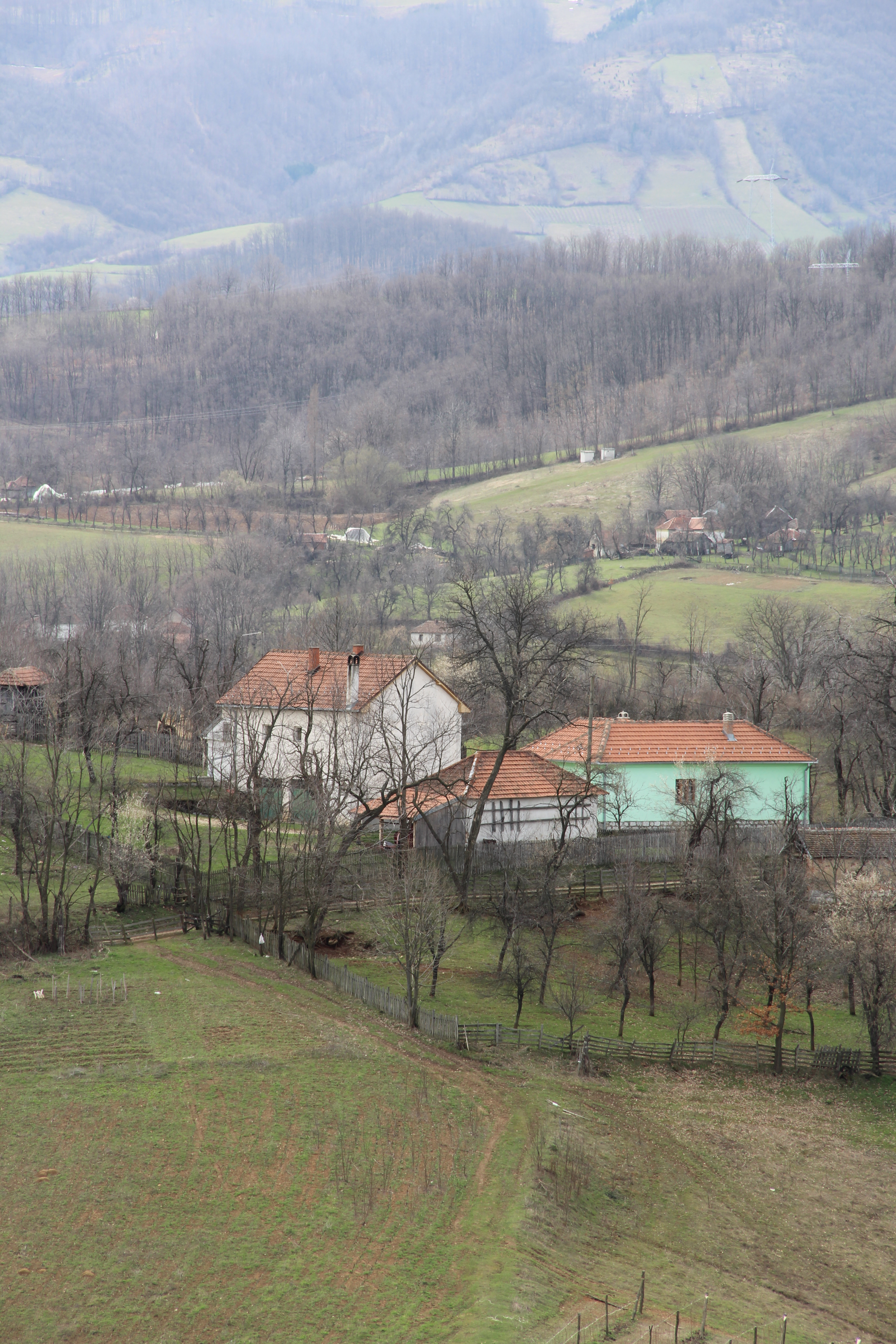
Bogatić - Panorama
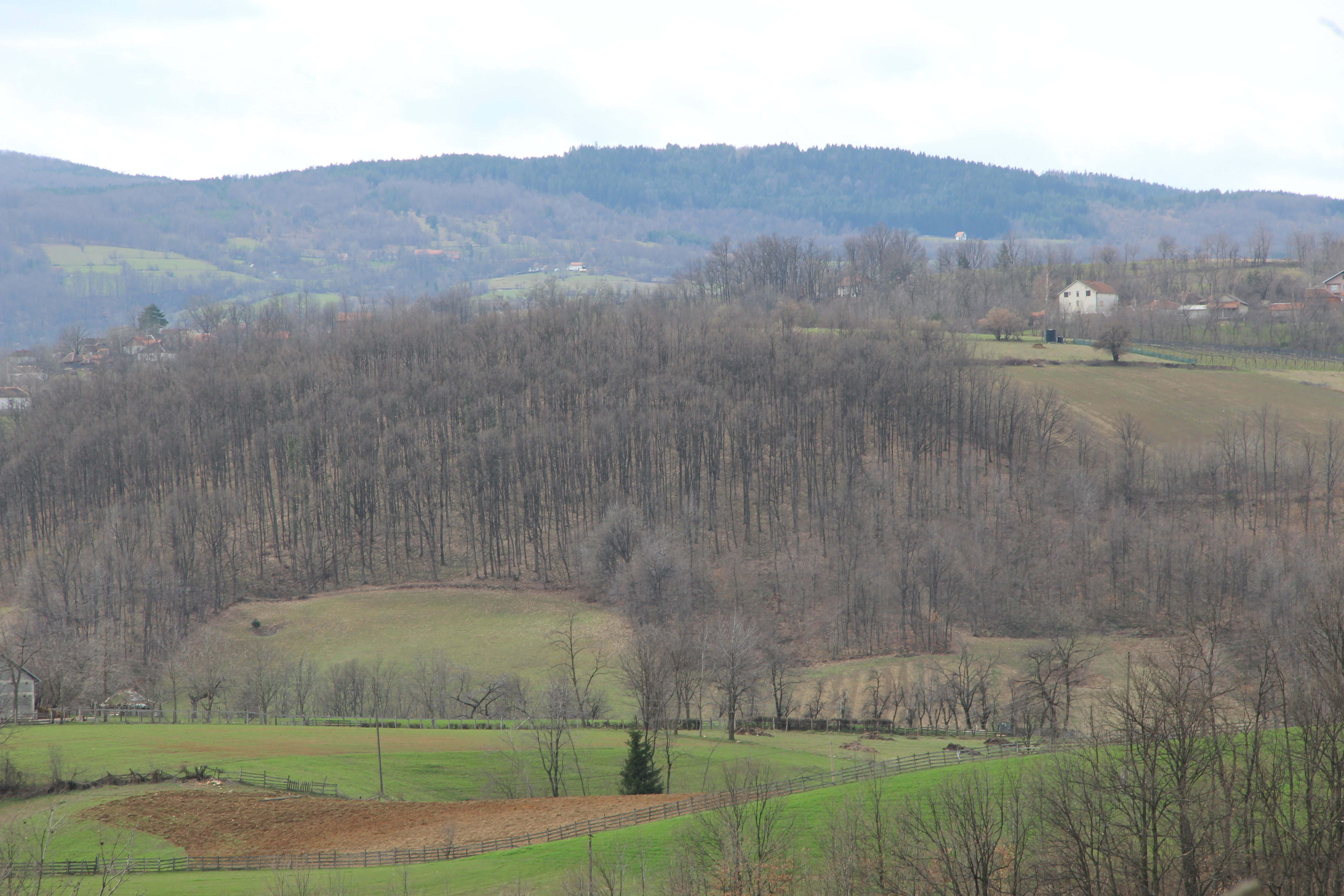
Bogatić - Panorama

## Demografia
| 1948 | 1953 | 1961 | 1971 | 1981 | 1991 | 2002 | 2011 |
| ---- | ---- | ---- | ---- | ---- | ---- | ---- | ---- |
| 359  | 323  | 313  | 283  | 220  | 165  | 129  | 113  |